# Per Olof Zachrisson
Per Olof Filip (Pero) Zachrisson, född 31 januari 1917 i Göteborg, död 13 april 1988 i Kisa, var en svensk konstnär och kapten i Livgrenadjärregementets reserv. 
Han var son till speditören Axel Zachrisson och organisten Torborg Thyrén och från 1943 gift med konstnären Britt (Brita) Gunvor Rothlin (1915–2002). Zachrisson studerade konst vid Slöjdföreningens skola och för Nils Nilsson vid Valands målarskola i Göteborg 1938–1940 samt vid Académie Julian i Paris 1947 och under studieresor till England, Frankrike och de skandinaviska länderna. Han medverkade sedan 1946 regelbundet i Östgöta konstförenings samlingsutställningar och Göteborgs konstförenings utställningar på Göteborgs konsthall han deltog i Nationalmuseums utställning Unga tecknare, separat ställde han ut i ett flertal svenska landsortsstäder. Bland hans offentliga arbeten märks dekorativa målningar och mosaiker i några fastigheter i Linköping. Han var lärare vid Östergötlands och Linköpings stadsmuseums krokikurser 1947–1966 och bedrev konstpedagogisk verksamhet inom  ABF, TBV och Medborgarskolan i Linköping. Hans konst består av landskap, arbetslivsskildringar, interiörer med figurer och stilleben utförda i olja, akvarell eller pastell. Vid sidan av sitt eget skapande var han verksam som tecknare och lyrikskribent i dags- och veckopress. Zachrisson är representerad vid Gustav IV Adolfs samling, Nationalmuseum, Östergötlands museum, Eskilstuna konstmuseum, Norrköpings Konstmuseum, Ystads konstmuseum, Institut Tessin och Östergötlands läns landsting. Makarna Zachrisson är begravda på Djursdala kyrkogård.